# John Daly (lekkoatleta)
John Joseph Daly (ur. 22 lutego 1880 w Ballgluin w hrabstwie Galway, zm. 11 marca 1969 w Nowym Jorku) – irlandzki lekkoatleta (długodystansowiec) reprezentujący Wielką Brytanię, wicemistrz olimpijski z 1904.
Choć urodził się i wychował w Irlandii, na igrzyskach olimpijskich w 1904 w Saint Louis reprezentował Wielką Brytanię, ponieważ Irlandia nie miała wówczas narodowego komitetu olimpijskiego. Na igrzyskach zdobył srebrny medal w biegu na 2590 metrów z przeszkodami, za Amerykaninem Jimem Lightbodym, a przed innym Amerykaninem Arthurem Newtonem.
Po igrzyskach Daly pozostał w Stanach Zjednoczonych. W 1904 zdobył mistrzostwo Kanady w biegu na milę oraz mistrzostwo USA w biegu na 2 mile z przeszkodami.
Wraz z dwoma innymi Irlandczykami Peterem O’Connorem i Corneliusem Leahym wziął udział w igrzyskach międzyolimpijskich w 1906 w Atenach. Sądzili, że będą reprezentowali Irlandię, ale ponieważ Irlandia ciągle nie miała narodowego komitetu olimpijskiego, zostali zarejestrowani jako zawodnicy brytyjscy. Daly zajął 3. miejsce w biegu na 5 mil, ale został zdyskwalifikowany za zabieganie drogi innemu biegaczowi. Startował również w biegu maratońskim, ale go nie ukończył.
W 1907 był mistrzem Stanów Zjednoczonych w biegu na 5 mil i w biegu ulicznym na 10 mil, a w 1908 brązowym medalistą w biegu na 5 mil. Zdobył mistrzostwo Kanady w biegu na 3 mile w 1911.
Pozostał w stanach Zjednoczonych, gdzie zmarł w 1969.